# أدريان ميهالكيا
أدريان ميهالكيا (بالرومانية: Adrian Mihalcea)‏ هو لاعب كرة قدم ومدرب كرة قدم روماني في مركز الهجوم، ولد في 24 مايو 1976 في سلوبوزيا في رومانيا. شارك مع منتخب رومانيا تحت 21 سنة لكرة القدم ومنتخب رومانيا لكرة القدم. أما مع النوادي، فقد لعب مع أريس ليماسول وأونيريا أورزيتشيني وأيل ليماسول وتشونام دراغونز ودينامو بوخارست وكونكورديا كياجنا ونادي أسترا جورجو ونادي جنوى ونادي فاسلوي وهيلاس فيرونا.

## وصلات خارجية
- أدريان ميهالكيا على موقع دوري كوريا الجنوبية (الإنجليزية)
- أدريان ميهالكيا على موقع قاعدة بيانات كرة القدم.إي يو (الإنجليزية)
- أدريان ميهالكيا على موقع ناشيونال فوتبول تيمز (الإنجليزية)
- أدريان ميهالكيا على موقع Soccerway.com (الإنجليزية)
- أدريان ميهالكيا على موقع عالم كرة القدم.نت (الإنجليزية)